# Élections sénatoriales de 1959 en Guadeloupe
Les élections sénatoriales en Guadeloupe ont eu lieu le dimanche 26 avril 1959.
Elles ont eu pour but d'élire les deux sénateurs représentant le département au nouveau Sénat de la Cinquième République, mis en place un an plus tôt. 
Les sénateurs seront élus pour un mandat de neuf années, contre six ans pour les anciens conseillers de la République de la Quatrième République.

## Contexte départemental
Les grands électeurs qui votent pour ces élections reflètent les résultats des élections municipales de 1959.

## Présentation des candidats et des suppléants
Les nouveaux représentants sont élus pour un mandat de 9 ans au suffrage universel indirect par les 519 grands électeurs, dont les 33 conseillers généraux, élus au Conseil général, les 4 parlementaires et 482 délégués des conseils municipaux.
| Candidats | Candidats        | Parti | Principale fonction |
| --------- | ---------------- | ----- | --- |
|           | Lucien Bernier * | SFIO  | Maire et conseiller général de Saint-François. Avocat. Sénateur sortant.                                                    |
|           | René Toribio     | SFIO  | Ancien président du Conseil général (1954-1956). Conseiller général et maire du Lamentin. Directeur de l'école du Lamentin. |

| Candidats | Candidats        | Parti | Principale fonction |
| --------- | ---------------- | ----- | --- |
|           | Amédée Valeau *  | RGR   | Conseiller général et maire de Gourbeyre. Chirurgien-dentiste, agriculteur, grand propriétaire. Sénateur sortant         |
|           | Maurice Satineau | RGR   | Maire et conseiller général de Sainte-Anne. Escroc, journaliste. Ancien sénateur (1948-1958), ancien député (1936-1940). |

| Candidats | Candidats | Parti | Principale fonction |
| --------- | --------- | ----- | ------------------- |
|           |           | PCG   |                     |
|           |           | PCG   |                     |

## Résultats
| Candidat et parti politique | Candidat et parti politique | Candidat et parti politique | Premier tour | Premier tour | Ballotage | Ballotage |
| Candidat et parti politique | Candidat et parti politique | Candidat et parti politique | Voix         | %            | Voix      | %         |
| --------------------------- | --------------------------- | --------------------------- | ------------ | ------------ | --------- | --------- |
|                             | Lucien Bernier *            | SFIO                        | 260          | 51,69        |           |           |
|                             | René Toribio                | SFIO                        |              |              |           |           |
|                             | Amédée Valeau *             | RGR                         | 222          | 44,14        | 64        | 12,43     |
|                             | Maurice Satineau            | RGR                         |              |              |           |           |
|                             |                             |                             |              |              |           |           |
|                             |                             |                             |              |              |           |           |
|                             |                             |                             |              |              |           |           |
|                             |                             |                             |              |              |           |           |
| Inscrits                    | Inscrits                    | Inscrits                    | 519          | 100,00       | 519       | 100,00    |
| Votants                     |                             |                             |              |              |           |           |
| Exprimés                    | Exprimés                    | Exprimés                    | 503          |              | 515       |           |